# Copa Mundial de Voleibol Femenino de 2011
La Copa Mundial de Voleibol Femenino 2011 de la FIVB fue la XI edición de este torneo. Se desarrolló del 4 al 18 de noviembre, en Japón, y los tres primeros equipos clasificaron para los Juegos Olímpicos de Londres 2012 y se unieron a Gran Bretaña, que ya se había asegurado un puesto como el país anfitrión.
Un total de 12 equipos formaron parte del torneo, los cuales se clasificaron a través de sus respectivas competiciones continentales.

## Clasificación
Fueron 12 los equipos participantes:
- El equipo local, en este caso  Japón.
- Los cinco campeones de sus respectivos campeonatos continentales en el 2011:  Kenia,  Estados Unidos,  China,  Serbia y  Brasil.
- Los 4 subcampeones mejores ubicados en el ranking mundial de la FIVB del 15 de enero de 2011, según sus respectivos campeonatos continentales en el 2011:  Alemania,  República Dominicana,  Argelia y  Corea del Sur.[1]

| Posición | Equipo               | Continente    | Confederación |
| -------- | -------------------- | ------------- | ------------- |
| 10       | Alemania             | Europa        | CEV           |
| 13       | República Dominicana | Centroamérica | NORCECA       |
| 15       | Argelia              | África        | CAVB          |
| 18       | Corea del Sur        | Asia          | CAV           |
| 25       | Argentina            | Sudamérica    | CSV           |

- 2 wild cards o comodines elegidos por la FIVB y el Comité Organizador de entre los participantes de los campeonatos continentales del 2011 que resultaron ser  Argentina e  Italia.[1]

| Competencia                                  | Fecha                                   | Sede                 | Clasificados                          |
| -------------------------------------------- | --------------------------------------- | -------------------- | ------------------------------------- |
| Anfitrión                                    | —                                       | —                    | Japón                                 |
| Campeonato Africano de Voleibol Femenino     | 17-24 de agosto de 2011                 | Kenia (Nairobi)      | Kenia Argelia                         |
| Campeonato NORCECA de Voleibol Femenino      | 12-17 de septiembre de 2011             | Puerto Rico (Caguas) | Estados Unidos · República Dominicana |
| Campeonato Asiático de Voleibol Femenino     | 15-23 de septiembre de 2011             | China Taipéi         | China Corea del Sur                   |
| Campeonato Europeo de Voleibol Femenino      | 24 de septiembre - 2 de octubre de 2011 | Serbia · Italia      | Serbia · Alemania                     |
| Campeonato Sudamericano de Voleibol Femenino | 28 de septiembre - 2 de octubre de 2011 | Perú (Callao)        | Brasil                                |
| Wild Card                                    | 5 de octubre de 2011                    | Japón (Tokio)        | Italia · Argentina                    |
| Total                                        |                                         |                      | 12                                    |

## Sedes[2]
| \| Ronda \| Grupo A \| Grupo B \| \| ----- \| -------------------------------- \| ----------------------------------- \| \| 1ª \| Hiroshima Sun Plaza, Hiroshima \| White Ring, Nagano \| \| 2ª \| Hiroshima Sun Plaza, Hiroshima \| Toyama City Gymnasium, Toyama \| \| 3ª \| Hokkaido Sports Center, Sapporo \| Momotaro Arena, Okayama \| \| 4ª \| Yoyogi National Gymnasium, Tokio \| Tokyo Metropolitan Gymnasium, Tokio \| | Hiroshima Sapporo Tokio Nagano Toyama Okayama |                                     |
| Ronda | Grupo A                                       | Grupo B                             |
| 1ª | Hiroshima Sun Plaza, Hiroshima                | White Ring, Nagano                  |
| 2ª | Hiroshima Sun Plaza, Hiroshima                | Toyama City Gymnasium, Toyama       |
| 3ª | Hokkaido Sports Center, Sapporo               | Momotaro Arena, Okayama             |
| 4ª | Yoyogi National Gymnasium, Tokio              | Tokyo Metropolitan Gymnasium, Tokio |

## Sistema de competencia
El sistema de competencia de la Copa Mundial de Voleibol consiste en que cada equipo se enfrente a los otros 11 participantes. Los puntos se acumulan durante todo el torneo, y el ranking final es determinado según el número de puntos que cada equipo logre obtener.
La competencia consta de dos grupos de 6 equipos.
Fase 1 + 2 (30 partidos, 5 días): Los equipos juegan contra los mismos del grupo.
Fase 3 + 4 (36 partidos, 6 días): Los equipos juegan contra los participantes del grupo contrario.

## Grupos
| Grupo A              |
| -------------------- |
| Argelia              |
| Argentina            |
| China                |
| Italia               |
| Japón                |
| República Dominicana |

| Grupo B        |
| -------------- |
| Alemania       |
| Brasil         |
| Corea del Sur  |
| Estados Unidos |
| Kenia          |
| Serbia         |

## Resultados

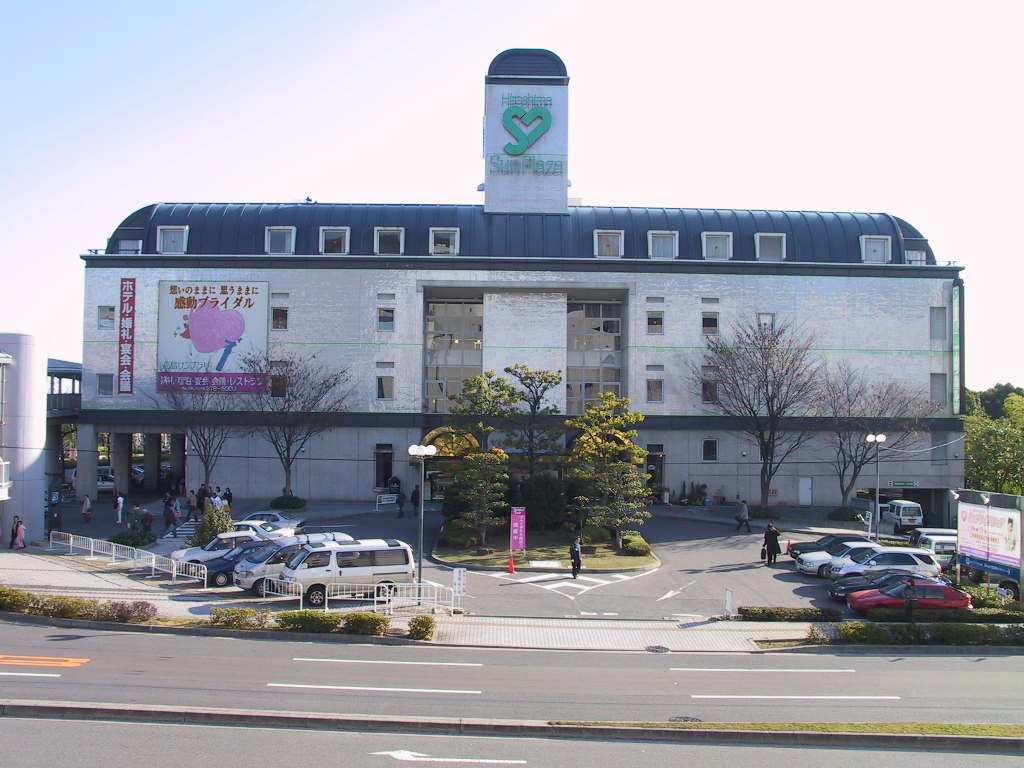
Hiroshima Sun Plaza sede del grupo A en la 1ª ronda. Hiroshima, Japón.

### 1ª Ronda[3]

#### Grupo A: Hiroshima Sun Plaza, Hiroshima

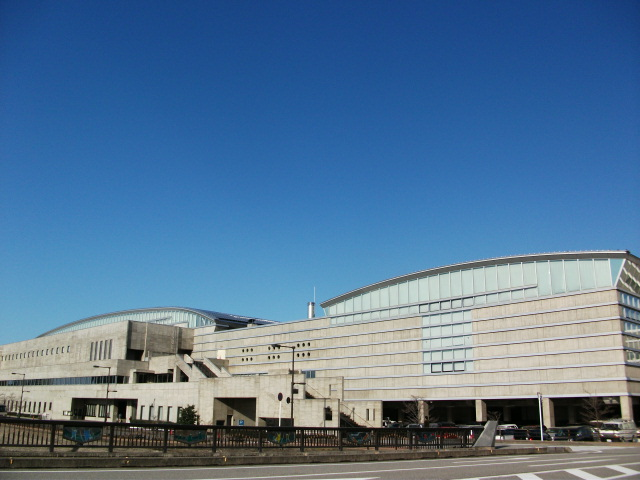
Toyama city gimnasium, sede del grupo B en la 2ª ronda. Toyama, Japón.

| 4 de noviembre |                      |     |                      |                                     |
|                | China                | 3-0 | Argelia              | (25-13, 25-14, 25-19)               |
|                | República Dominicana | 1-3 | Argentina            | (25-18, 17-25, 18-25, 22-25)        |
|                | Italia               | 3–1 | Japón                | (25-20, 23-25, 25-18, 25-15)        |
| 5 de noviembre |                      |     |                      |                                     |
|                | Argelia              | 0-3 | República Dominicana | (7-25, 15-25, 20-25)                |
|                | Italia               | 3–2 | China                | (25-20, 22-25, 21-25, 25-21, 15-12) |
|                | Japón                | 3–0 | Argentina            | (25-19, 25-11, 25-20)               |
| 6 de noviembre |                      |     |                      |                                     |
|                | República Dominicana | 0–3 | Italia               | (26-28, 13-25, 12-25)               |
|                | Argentina            | 3–1 | Argelia              | (25-18, 25-12, 20-25, 25-16)        |
|                | China                | 3-2 | Japón                | (20-25, 25-19, 20-25, 25-23, 15-13) |

#### Grupo B: White Ring, Nagano

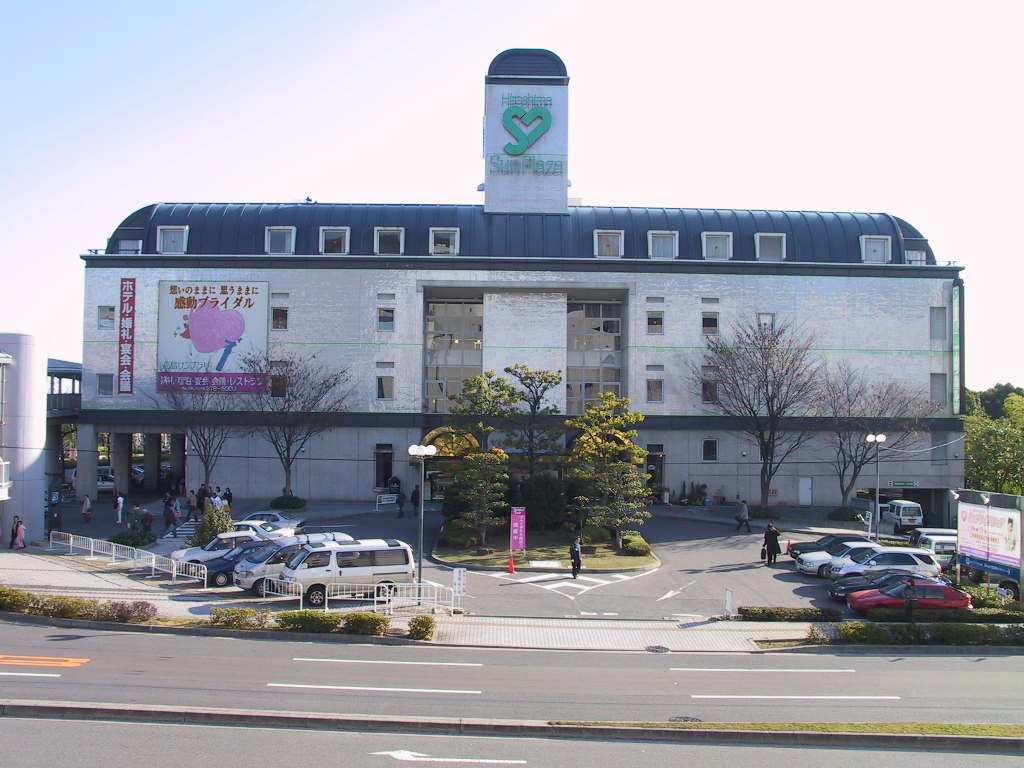
Hiroshima Sun Plaza sede del grupo A en la 2ª ronda. Hiroshima, Japón.

| 4 de noviembre |                |     |                |                              |
|                | Serbia         | 3-0 | Corea del Sur  | (27-25, 25-22, 25-22)        |
|                | Kenia          | 0-3 | Alemania       | (19-25, 14-25, 8-25)         |
|                | Estados Unidos | 3-1 | Brasil         | (25-22, 17-25, 27-25, 25-19) |
| 5 de noviembre |                |     |                |                              |
|                | Corea del Sur  | 0-3 | Alemania       | (20-25, 16-25, 15-25)        |
|                | Serbia         | 0–3 | Estados Unidos | (16-25, 25-27, 20-25)        |
|                | Brasil         | 3–0 | Kenia          | (25-15, 25-16, 25-9)         |
| 6 de noviembre |                |     |                |                              |
|                | Kenia          | 1–3 | Serbia         | (25-19, 22-25, 11-25, 11-25) |
|                | Alemania       | 1–3 | Brasil         | (21-25, 25-23, 23-25, 21-25) |
|                | Estados Unidos | 3-0 | Corea del Sur  | (25-10,25-12, 25-13)         |

### 2ª Ronda[4]

#### Grupo A: Hiroshima Sun Plaza, Hiroshima
| 8 de noviembre |                      |     |                      |                              |
|                | China                | 3–1 | República Dominicana | (23-25, 25-13, 25-19, 25-18) |
|                | Italia               | 3–0 | Argentina            | (25-19, 25-10, 25-19)        |
|                | Japón                | 3–0 | Argelia              | (25-8, 25-10, 25-17)         |
| 9 de noviembre |                      |     |                      |                              |
|                | Argentina            | 0–3 | China                | (10-25, 18-25, 23-25)        |
|                | Argelia              | 0–3 | Italia               | (14-25, 14-25, 15-25)        |
|                | República Dominicana | 0–3 | Japón                | (20-25, 19-25, 16-25)        |

#### Grupo B: Toyama City Gymnasium, Toyama

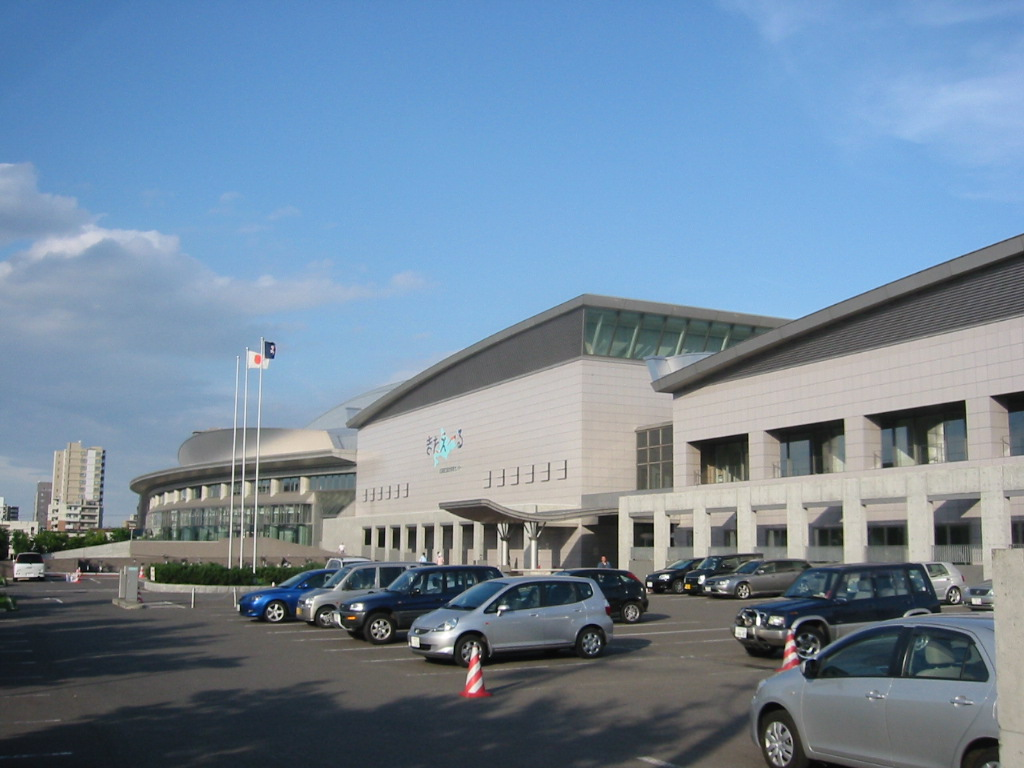
Hokkaido Prefectural Sports Center, sede del grupo A en la 3ª ronda.
Sapporo, Japón.

| 8 de noviembre |                |     |                |                                     |
|                | Estados Unidos | 3-0 | Kenia          | (25-16, 25-13, 25-21)               |
|                | Corea del Sur  | 2–3 | Brasil         | (25-22, 18-25, 25-18, 13-25, 8-15)  |
|                | Serbia         | 2–3 | Alemania       | (22-25, 26-24, 23-25, 25-23, 11-15) |
| 9 de noviembre |                |     |                |                                     |
|                | Kenia          | 0–3 | Corea del Sur  | (21-25, 15-25, 14-25)               |
|                | Brasil         | 3–2 | Serbia         | (21-25, 21-25, 25-18, 25-19, 15-12) |
|                | Alemania       | 3–0 | Estados Unidos | (32-30, 25-19, 26-24)               |

### 3ª Ronda[5]

#### Grupo A: Hokkaido Prefectural Sports Center, Sapporo

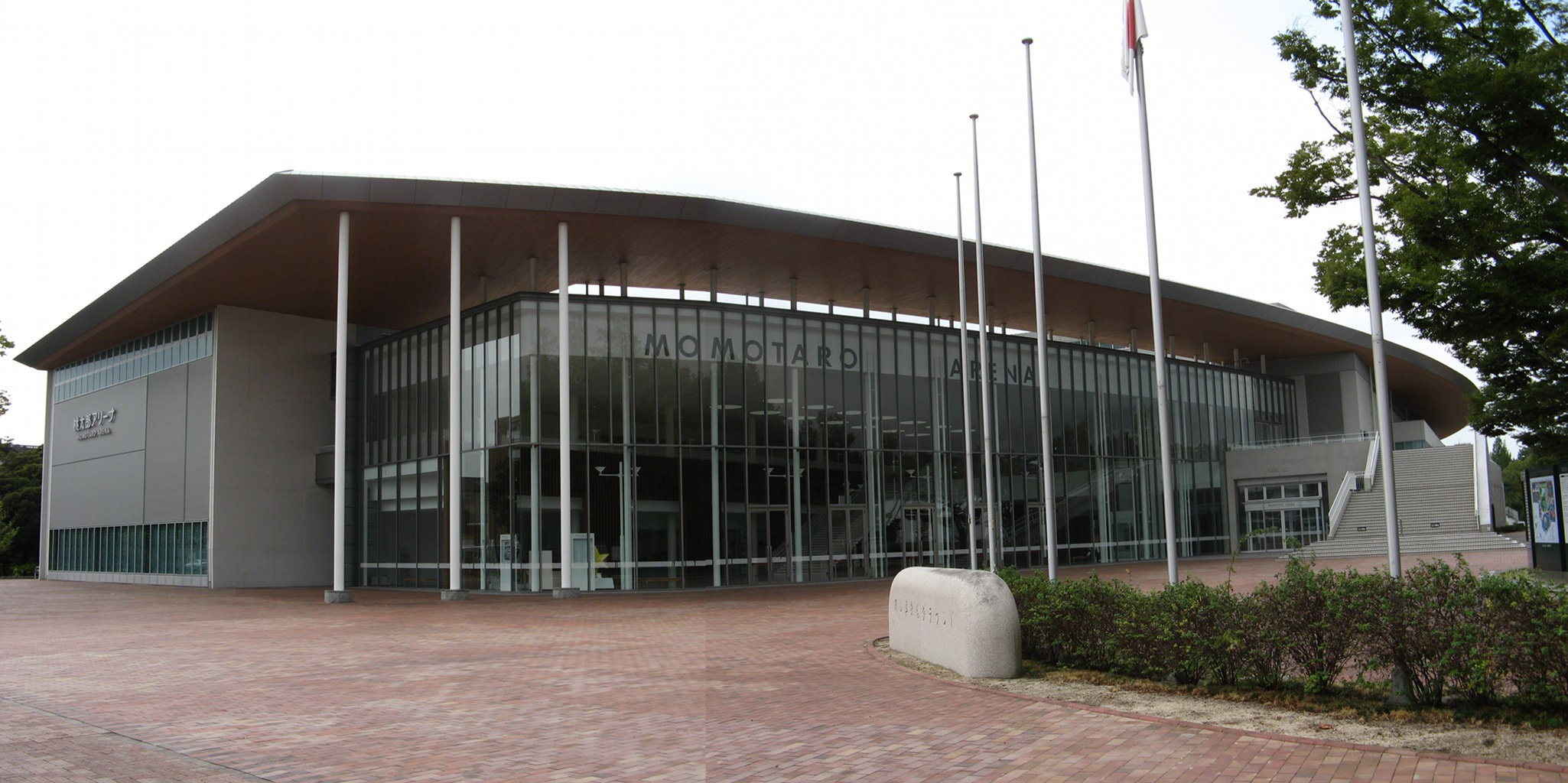
Momotaro Arena, sede del grupo B en la 3ª ronda. Okayama, Japón.

| 11 de noviembre |        |     |               |                                     |
|                 | Italia | 3–0 | Corea del Sur | (25-15, 25-12, 25-17)               |
|                 | China  | 2–3 | Brasil        | (23-25, 27-25, 25-21, 20-25, 15-17) |
|                 | Japón  | 0–3 | Serbia        | (22-25, 20-25, 21-25)               |
| 12 de noviembre |        |     |               |                                     |
|                 | Italia | 3–0 | Brasil        | (25-23, 25-16, 25-22)               |
|                 | China  | 3–1 | Serbia        | (21-25, 25-19, 25-23, 25-23)        |
|                 | Japón  | 3–0 | Corea del Sur | (25-21, 25-18, 25-17)               |
| 13 de noviembre |        |     |               |                                     |
|                 | Italia | 3–0 | Serbia        | (29-27, 25-19, 25-20)               |
|                 | China  | 3–0 | Corea del Sur | (25-12, 25-8, 25-16)                |
|                 | Japón  | 3–0 | Brasil        | (26-24, 25-19, 25-23)               |

#### Grupo B: Momotaro Arena, Okayama

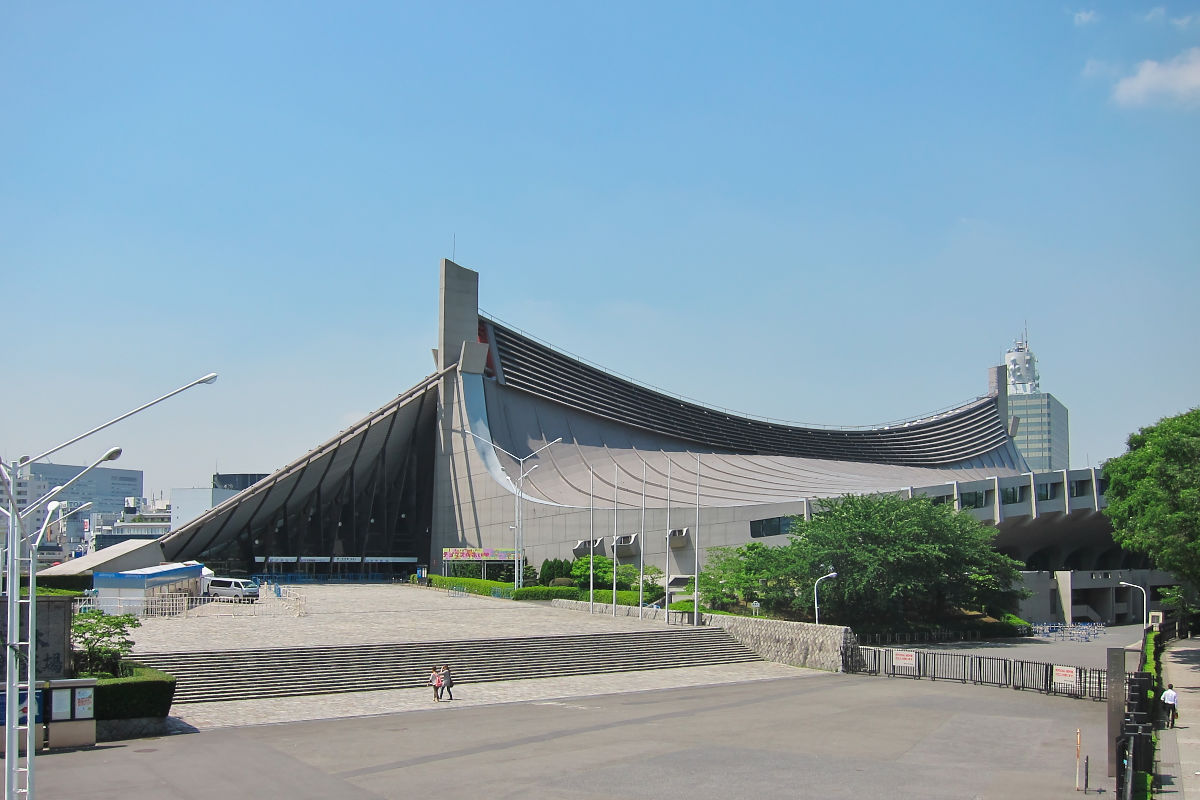
Yoyogi National Gimnasium, sede del grupo A en la 4ª ronda. Tokio, Japón.

| 11 de noviembre |                      |     |                |                                     |
|                 | República Dominicana | 3–1 | Kenia          | (25-18, 25-14, 26-28, 25-19)        |
|                 | Argelia              | 0–3 | Alemania       | (10-25, 8-25, 19-25)                |
|                 | Argentina            | 0–3 | Estados Unidos | (12-25, 15-25, 19-25)               |
| 12 de noviembre |                      |     |                |                                     |
|                 | República Dominicana | 3–2 | Alemania       | (30-28, 22-25, 25-14, 18-25, 15-12) |
|                 | Argentina            | 3–0 | Kenia          | (26-24, 25-13, 25-16)               |
|                 | Argelia              | 0–3 | Estados Unidos | (12-25, 12-25, 9-25)                |
| 13 de noviembre |                      |     |                |                                     |
|                 | Argentina            | 0–3 | Alemania       | (22-25, 17-25, 18-25)               |
|                 | Argelia              | 3–1 | Kenia          | (19-25, 25-20, 25-16, 25-23)        |
|                 | República Dominicana | 0–3 | Estados Unidos | (21-25, 19-25, 14-25)               |

### 4ª Ronda[6]

#### Grupo A: Yoyogi National Gymnasium, Tokio

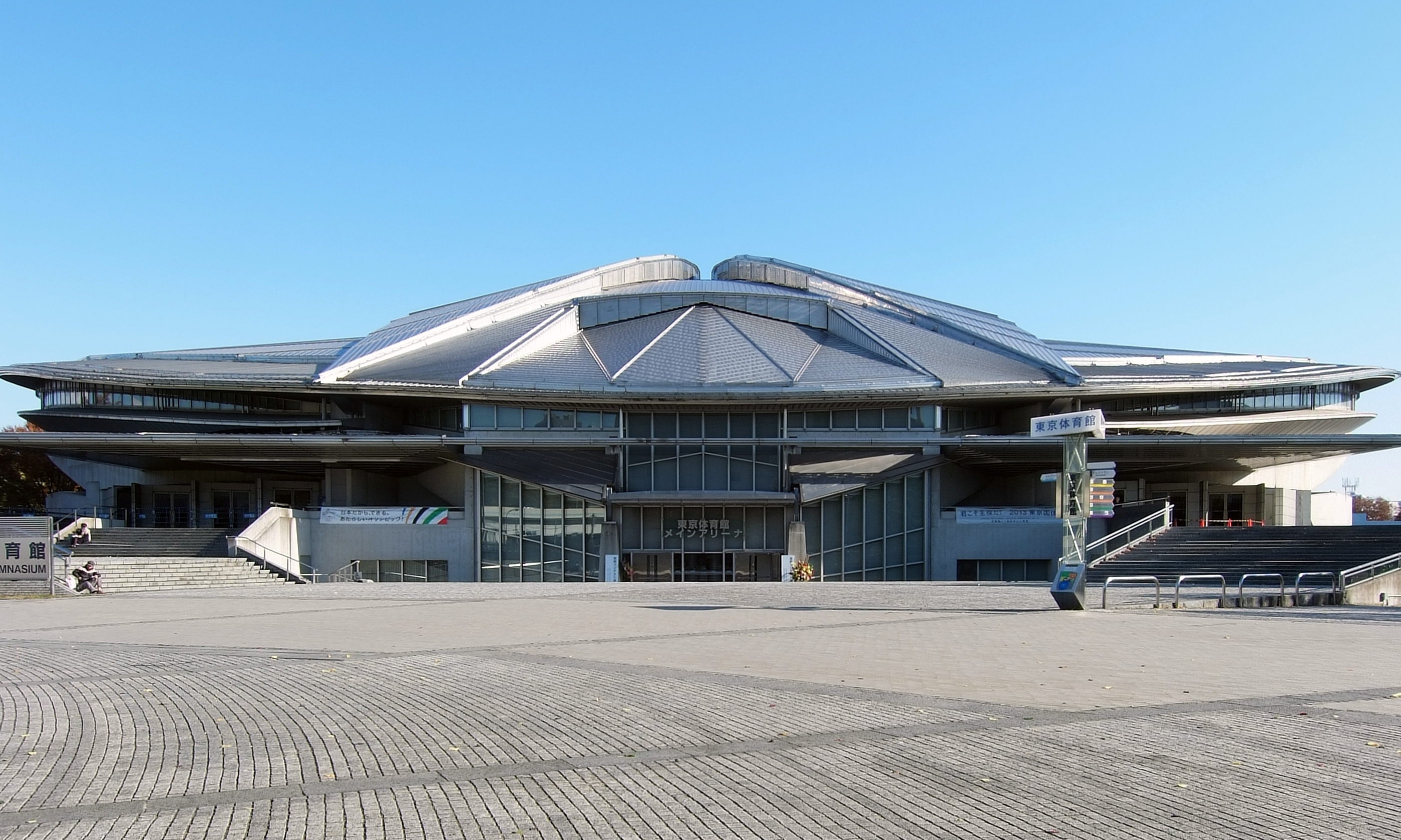
Tokyo Metropolitan Gymnasium, sede del grupo B en la 4ª ronda. Tokio, Japón.

| 16 de noviembre |        |     |                |                                     |
|                 | China  | 2–3 | Estados Unidos | (21-25, 29-31, 25-18, 25-19, 10-15) |
|                 | Italia | 3–2 | Alemania       | (22-25, 22-25, 25-21, 25-13, 15-13) |
|                 | Japón  | 3–0 | Kenia          | (25-11, 25-10, 25-9)                |
| 17 de noviembre |        |     |                |                                     |
|                 | China  | 3–0 | Kenia          | (25-7, 25-15, 25-10)                |
|                 | Italia | 1–3 | Estados Unidos | (23-25, 15-25, 25-22, 21-25)        |
|                 | Japón  | 3–2 | Alemania       | (25-20, 23-25, 25-27, 25-17, 15-12) |
| 18 de noviembre |        |     |                |                                     |
|                 | Italia | 3–0 | Kenia          | (25-6, 25-10, 25-17)                |
|                 | China  | 3–0 | Alemania       | (25-18, 25-18, 25-21)               |
|                 | Japón  | 3–0 | Estados Unidos | (29-27, 25-23, 25-18)               |

#### Grupo B: Tokyo Metropolitan Gymnasium, Tokio
| 16 de noviembre |                      |     |               |                                     |
|                 | República Dominicana | 3–2 | Serbia        | (14-25, 19-25, 25-23, 25-22, 15-12) |
|                 | Argelia              | 0–3 | Corea del Sur | (17-25, 21-25, 15-25)               |
|                 | Argentina            | 0–3 | Brasil        | (20-25, 19-25, 9-25)                |
| 17 de noviembre |                      |     |               |                                     |
|                 | República Dominicana | 3–2 | Corea del Sur | (25-19, 25-17, 26-28, 21-25, 15-12) |
|                 | Argelia              | 0–3 | Brasil        | (18-25, 8-25, 13-25)                |
|                 | Argentina            | 0–3 | Serbia        | (15-25, 18-25, 23-25)               |
| 18 de noviembre |                      |     |               |                                     |
|                 | Argelia              | 0–3 | Serbia        | (19-25, 14-25, 18-25)               |
|                 | República Dominicana | 0–3 | Brasil        | (21-25, 10-25, 17-25)               |
|                 | Argentina            | 0–3 | Corea del Sur | (17-25, 26-28, 23-25)               |

## Posiciones[6]
| Pos | Equipo               | PJ | PG | PP | SG | SP | Rel.  | PTS |
| --- | -------------------- | -- | -- | -- | -- | -- | ----- | --- |
|     | Italia               | 11 | 10 | 1  | 31 | 8  | 3.875 | 28  |
|     | Estados Unidos       | 11 | 9  | 2  | 27 | 10 | 2.700 | 26  |
|     | China                | 11 | 8  | 3  | 30 | 13 | 2.308 | 26  |
| 4   | Japón                | 11 | 8  | 3  | 27 | 11 | 2.455 | 24  |
| 5   | Brasil               | 11 | 8  | 3  | 25 | 16 | 1.563 | 21  |
| 6   | Alemania             | 11 | 6  | 5  | 25 | 17 | 1.471 | 20  |
| 7   | Serbia               | 11 | 5  | 6  | 22 | 19 | 1.158 | 18  |
| 8   | República Dominicana | 11 | 5  | 6  | 17 | 25 | 0.680 | 12  |
| 9   | Corea del Sur        | 11 | 3  | 8  | 13 | 24 | 0.542 | 11  |
| 10  | Argentina            | 11 | 3  | 8  | 9  | 26 | 0.346 | 9   |
| 11  | Argelia              | 11 | 1  | 10 | 4  | 31 | 0.129 | 3   |
| 12  | Kenia                | 11 | 0  | 11 | 3  | 33 | 0.091 | 0   |

| Bandera de Italia |
| Campeón Italia    |
| Segundo título    |

## Clasificación Olímpica
Italia ,  Estados Unidos y  China se clasificaron para los Juegos Olímpicos de Londres 2012.

## Premios Individuales[8]
| - Jugadora del Torneo - Carolina Costagrande - Máxima Anotadora - Bethania de la Cruz - Mejor Ataque - Destinee Hooker - Mejor Bloqueadora - Christiane Furst - Mejor Sacadora - Bethania de la Cruz | - Mejor Defensa - Yuko Sano - Mejor Armadora - Yoshie Takeshita - Mejor Receptora - Fabiana de Oliveira - Mejor Líbero - Nam Jie-Youn |